# Bulbul icterí
El bulbul icterí (Phyllastrephus icterinus) és una espècie d'ocell de la família dels picnonòtids (Pycnonotidae). Es troba a Angola, Camerun, República Centreafricana, Congo, República Democràtica del Congo, Costa d'Ivori, Guinea Equatorial, el Gabon, Ghana, Guinea, Libèria Nigèria, Sierra Leone, Tanzània, Togo i Uganda. Els seus hàbitats principals són els boscos tropicals i subtropicals de frondoses humits de les terres baixes i de l'estatge montà, els boscos pantanosos i la sabana seca. El seu estat de conservació es considera de risc mínim.